# Paracles burmeisteri
Paracles burmeisteri là một loài bướm đêm thuộc phân họ Arctiinae, họ Erebidae.